# Anthene modesta
Anthene modesta är en fjärilsart som beskrevs av Otto Staudinger 1889. Anthene modesta ingår i släktet Anthene och familjen juvelvingar. Inga underarter finns listade i Catalogue of Life.